# Эрдмута Доротея Саксен-Цейцская
Эрдмута Доротея Саксен-Цейцская (нем. Erdmuth Dorothea von Sachsen-Zeitz; 13 ноября 1661, Наумбург — 29 апреля 1720, замок Бюндорф под Мерзебургом) — принцесса Саксен-Цейцская, в замужестве герцогиня Саксен-Мерзебургская.

## Биография
Эрдмута Доротея — дочь герцога Морица Саксен-Цейцского и его супруги Доротеи Марии Саксен-Веймарской. Эрдмуту Доротею собирались выдать замуж за герцога Гессен-Дармштадтского Людвига, но тот внезапно умер от дизентерии накануне свадьбы 31 августа 1678 года. 14 октября 1679 года Эрдмута Доротея вышла замуж за герцога Кристиана II Саксен-Мерзебургского.
После смерти мужа в 1694 году Эрдмута Доротея до 1712 года выполняла функции опекуна сына Морица Вильгельма Саксен-Мерзебургского и регента Саксен-Мерзебурга. Умерла в приобретённом ею замке Бюндорф. Похоронена в Мерзебургском соборе.

## Потомки
В браке с Кристианом II родилось семеро детей:
- Кристиан III Мориц (1694—1694)
- Иоганн Вильгельм (1681—1685)
- Август Фридрих (1684—1685)
- Филипп Людвиг (1686—1688)
- Мориц Вильгельм (1694—1731), женат на Генриетте Шарлотте Нассау-Идштейнской, дочери князя Георга Августа Нассау-Идштейнского
- Фридрих Эрдман (1691—1714), женат на Элеоноре Вильгельмине Ангальт-Кётенской, дочери князя Эмануэля Лебрехта Ангальт-Кётенского
- Кристина Элеонора Доротея (1692—1693)